# Полиграфомания
Полиграфомания — творческая мастерская при Университете печати (Полиграфе, ныне — Московском Политехе), а также литературный альманах и концертирующее объединение поэтов, прозаиков, художников, музыкантов, синтезаторов. 
Возглавляет творческое объединение российский лингвист, доктор филологических наук — Георгий Векшин. Партнёры Полиграфомании — Хор Натальи Чумаковой, проект «Культурная инициатива», РГБМ.
Ядро объединения состоит из профессиональных литераторов, музыкантов и художников, а периферия — из увлечённой молодёжи (чаще студентов).
Раз в два-три года сообществом выпускается книга-альманах, которая включает в себя как литературные, так и графические произведения в их свободном ассоциативном взаимодействии. На данный момент выпущено четыре сборника. В альманахе публиковались произведения как молодых авторов, так и широко известных (А. Жигулин,  Е. Блажеевский, А. Родионов, В. Коваль, Т. Мосеева, А. Штыпель, В. Аристов, Д. Веденяпин и др.).

## Общая информация
История творческого объединения берёт своё начало в 2008 году. За все время своего существования литературный проект вырос из небольшого студенческого сообщества в одну из самых известных музыкально-поэтических московских площадок, где успели выступить как начинающие поэты, музыканты, так и маститые мастера слова: Андрей Родионов, Виктор Коваль, Владислав Пронин, Аркадий Штыпель, Сергей Преображенский, Дмитрий Веденяпин  и другие. Большая часть мероприятий объединения проходит в здании на Садовой (Садово-Спасская, дом 6) — бывший дом С. Мамонтова, аудитория 208 («Шаляпинский зал»), где когда-то в начале XX столетия Михаил Врубель рисовал своего «Демона» и выступал Фёдор Шаляпин.

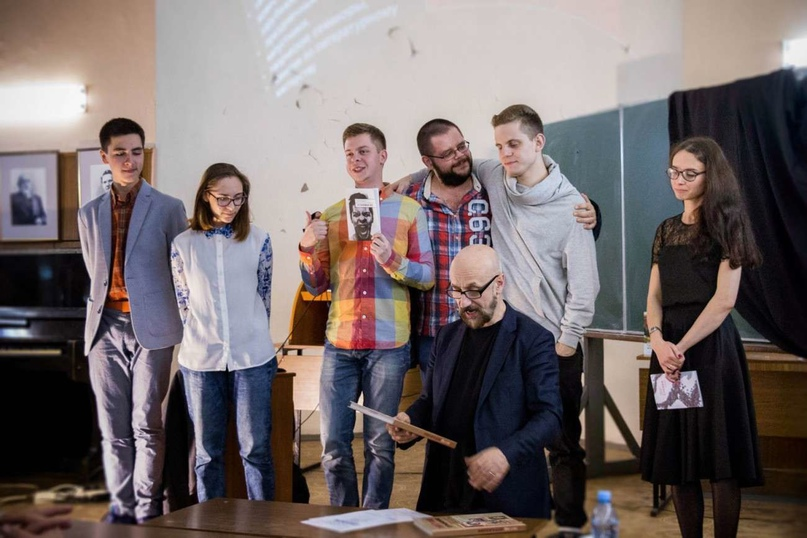
Участники Полиграфомании на турнире поэтов Московского Политеха

Полиграфомания устраивает массовые творческие выступления (фестивали) и поэтические турниры, презентации одноимённых альманахов и книг постоянных участников объединения, занимается организацией лекций и семинаров по разбору, обсуждению отдельных авторов (и их продвижением), изучает основы поэтики. Наиболее известные мероприятия творческого сообщества — ежегодный турнир поэтов Московского Политеха, музыкально-поэтические фестивали «Голубиня» Архивная копия от 19 сентября 2021 на Wayback Machine, «Кузов звуков» Архивная копия от 19 сентября 2021 на Wayback Machine в особняке В. Д. Носова, встречи с известными литераторами (так, в 2019 году Полиграфомания стала организатором авторского вечера Тимура Кибирова, в 2021 году гостем сообщества стал Сергей Гандлевский, в 2022 - Григорий Кружков). В разные годы на площадке объединения выступили — Владимир Аристов, Надя Делаланд, Бахыт Кенжеев, Данил Файзов, Дмитрий Веденяпин, Юрий Цветков, Леонид Шваб, Михаил Кукин, Катя Капович, Федор Сваровский, Феликс Чечик, Умка и другие).
Участники Полиграфомании часто становятся гостями множества столичных литературных мероприятий и проектов, в частности: поэтические слэмы Андрея Родионова Архивная копия от 6 ноября 2021 на Wayback Machine, телевизионный проект «Бабушка Пушкина» Архивная копия от 19 сентября 2021 на Wayback Machine, «Живые поэты» Архивная копия от 19 сентября 2021 на Wayback Machine, Литературные понедельники (Литпоны") Архивная копия от 19 сентября 2021 на Wayback Machine, «Дни открытых окон», а также публикуются в современных литературных журналах («Новый мир», «Знамя», «Воздух», «Полутона», «Текстура» и др.).